# 海金剛

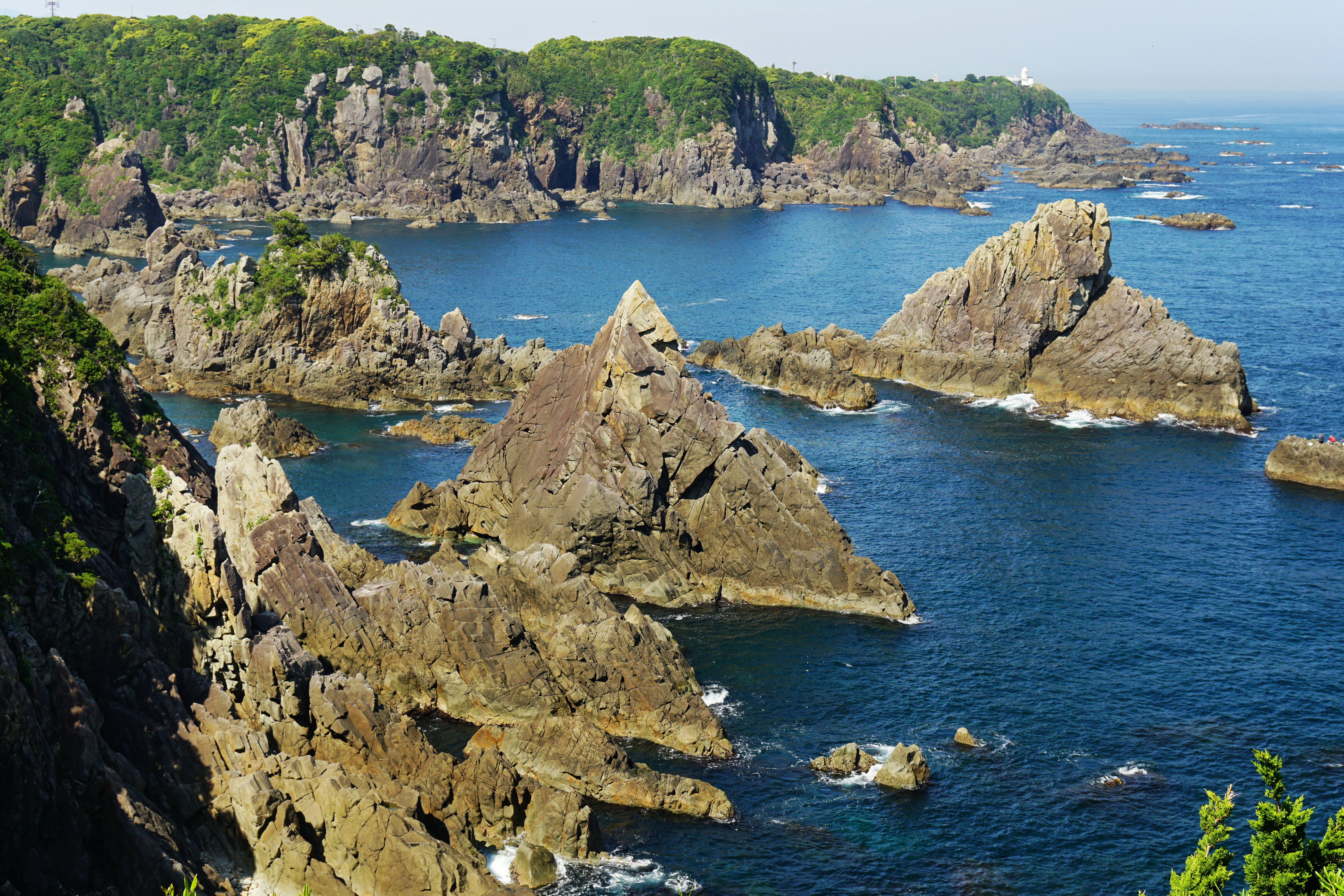
海金剛

海金剛（うみこんごう）は和歌山県東牟婁郡串本町にある自然景勝地。吉野熊野国立公園に含まれる。
紀伊大島鷹ノ巣岬の断崖下の海面から荒々しく切り立つ巨岩が連なる海岸線をいう。
「21世紀に残したい日本の自然百選」に選ばれている。

## 所在地
- 〒649-3501 和歌山県東牟婁郡串本町樫野

## 交通アクセス
- JR紀勢本線（きのくに線） 串本駅より熊野交通バス樫野灯台口行36分、樫野バス停より徒歩15分

## 周辺情報
- 紀伊大島
  - 日米修交記念館、トルコ記念館、エルトゥールル号遭難碑、樫野埼灯台
- 串本海中公園
- 潮岬
- 橋杭岩
- 橋杭海水浴場
- 串本応挙芦雪館
- 古座海岸